# 37044 Papymarcel
37044 Papymarcel è un asteroide della fascia principale. Scoperto nel 2000, presenta un'orbita caratterizzata da un semiasse maggiore pari a 3,0779317 UA e da un'eccentricità di 0,1748034, inclinata di 0,35969° rispetto all'eclittica.